# Episodi di Episodes (prima stagione)
La prima stagione della serie televisiva Episodes è stata trasmessa negli Stati Uniti dal 9 gennaio al 20 febbraio 2011 sul canale Showtime. 

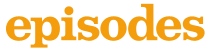
Logo della serie televisiva

In Italia la serie è inedita.
| nº | Titolo originale | Titolo italiano | Prima TV USA     | Prima TV Italia |
| -- | ---------------- | --------------- | ---------------- | --------------- |
| 1  | Episode 1        |                 | 9 gennaio 2011   |                 |
| 2  | Episode 2        |                 | 16 gennaio 2011  |                 |
| 3  | Episode 3        |                 | 23 gennaio 2011  |                 |
| 4  | Episode 4        |                 | 30 gennaio 2011  |                 |
| 5  | Episode 5        |                 | 6 febbraio 2011  |                 |
| 6  | Episode 6        |                 | 13 febbraio 2011 |                 |
| 7  | Episode 7        |                 | 20 febbraio 2011 |                 |

## Episode 1
- Titolo originale: Episode 1
- Diretto da: James Griffiths
- Scritto da: David Crane e Jeffrey Klarik

### Trama
Sean e Beverly Lincoln sono una coppia felicemente sposata inglese, creatori di una serie televisiva britannica. Il presidente di una rete televisiva americana li persuade a trasferirsi a Los Angeles per creare una versione americana del loro show. Arrivati a Los Angeles, si rendono conto che il produttore esecutivo non ha mai guardato un episodio del loro show e vuole sostituire il loro attore protagonista, un erudito veterano del Royal Shakespeare, con Matt LeBlanc.
- Ascolti USA: telespettatori 768.000[1]

## Episode 2
- Titolo originale: Episode 2
- Diretto da: James Griffiths
- Scritto da: David Crane e Jeffrey Klarik

### Trama
Sean e Beverly sono ancora molto scettici riguardo alla decisione di inserire nel cast Matt LeBlanc come protagonista, ma l'attore si dimostra molto affascinante durante il loro incontro ad una cena a Los Angeles. Sfortunatamente, Matt e Beverly entrano subito in contrasto e la donna si renderà conto cosa vuol dire avere l'attore come nemico.
- Ascolti USA: telespettatori 442.000[2]

## Episode 3
- Titolo originale: Episode 3
- Diretto da: James Griffiths
- Scritto da: David Crane e Jeffrey Klarik

### Trama
Beverly non sopporta Matt e il sentimento è reciproco. Per evitare di inveire contro la star del suo show, chiede al marito di occuparsene. Sean e Matt finiscono per trascorrere un'intera giornata insieme a Las Vegas. Tra i due uomini si crea un sentimento di amicizia e Beverly si sente esclusa da questo rapporto.
- Ascolti USA: telespettatori 332.000[3]

## Episode 4
- Titolo originale: Episode 4
- Diretto da: James Griffiths
- Scritto da: David Crane e Jeffrey Klarik

### Trama
Sean e Beverly devo recuperare Matt ubriaco in un bar di Los Angeles, perché alcuni paparazzi lo stanno aspettando all'uscita pronti a fotografarla alla guida. La serata si trasforma in un lungo viaggio on the road nel quale il trio deve fronteggiare un paparazzo, la ex-moglie di Matt e i suoi figli. Matt si rende conto di quanto la sua vita sia piena di problemi e sembra appoggiarsi a Beverly.
- Ascolti USA: telespettatori 558.000[4]

## Episode 5
- Titolo originale: Episode 5
- Diretto da: James Griffiths
- Scritto da: David Crane e Jeffrey Klarik

### Trama
L'infatuazione di Sean per l'attrice Morning Randolph, protagonista femminile del suo show "Pucks!", ha la possibilità di sbocciare quando Matt invita entrambi ad un'asta di beneficenza. In questa occasione, Sean si rende conto che il suo sentimento è corrisposto. Nel frattempo, Beverly e Carol si confidano e si scambiano confidenze sugli uomini che fanno parte delle loro vite. Alla fine della serata, Sean deve decidere se tornare a casa dalla moglie o passare del tempo con Morning e Beverly è sempre più preoccupata per la situazione creatasi tra il marito e l'attrice.
- Ascolti USA: telespettatori 379.000[5]

## Episode 6
- Titolo originale: Episode 6
- Diretto da: James Griffiths
- Scritto da: David Crane e Jeffrey Klarik

### Trama
Beverly decide di lasciare Los Angeles per sempre, ma è coinvolta in un incidente frontale con Matt. La donna, sconvolta dopo un litigio con il marito per la sua presunta relazione con l'attrice Morning, si era dimenticata di guidare sulla corsia di destra provocando l'incidente. Sean, intanto, pranza con Merc per salvare le sorti dell'episodio pilota di Pucks!, dato che Carol gli aveva rivelato che il suo capo si stava annoiando dello show. Beverly e Matt si baciano quando lui la porta nella sua casa per medicarla e si confrontano sulle loro differenze.
- Ascolti USA: telespettatori 489.000[6]

## Episode 7
- Titolo originale: Episode 7
- Diretto da: James Griffiths
- Scritto da: David Crane e Jeffrey Klarik

### Trama
Dopo aver passato la notte con Matt, Beverly torna a casa piena di sensi di colpa e trova suo marito pronto ad aspettarla a braccia aperte. L'orribile episodio pilota di Pucks! non convince Merc, quindi Sean e Beverly si preparano per tornare a Londra. Sean va a trovare Matt per un'ultima volta, ma alcuni indizi lo portano a scoprire il tradimento della moglie. Il confronto finale tra Sean, deciso a lasciare Beverly, e Matt viene interrotto da una telefonata che annuncia il successo di Pucks! e, quindi, la realizzazione dell'intera serie.
- Ascolti USA: telespettatori 589.000[7]